# Vanessa E. Wyche
Vanessa E. Wyche es una ingeniera y funcionaria estadounidense que trabaja en el Centro Espacial Johnson de la NASA (JSC) en Houston. Actualmente se desempeña como subdirectora en propiedad, y directora interina del JSC.  Como ingeniera principal, Wyche ayuda al equipo de liderazgo de JSC con el desarrollo de políticas, las relaciones con el personal, la planificación estratégica y la integración de la gestión de las actividades técnicas, de apoyo a la misión y de comunicaciones.

## Educación y primeros años
Wyche se interesó por la ciencia a temprana edad, y tuvo padres que apoyaron sus intereses en la ciencia. Creció en Conway, Carolina del Sur. Cuando estaba en el tercer año de la escuela secundaria, asistió a la Escuela del Gobernador para los mejores estudiantes del estado. En 1981, comenzó a asistir a la Universidad de Clemson. Wyche tiene una licenciatura en ingeniería de materiales y una maestría en bioingeniería de Clemson.

## Carrera
Wyche comenzó su carrera en la Administración de Alimentos y Medicamentos. Su carrera en la NASA comenzó en 1989. Wyche también se desempeñó como gerente de proyectos dentro de la Dirección de Ciencias del Espacio y la Vida, donde fue responsable del desarrollo y uso de conjuntos de sistemas de hardware para experimentos médicos y de microgravedad en el transbordador espacial y en la Estación Espacial Internacional. Ha dirigido un equipo de 400 ingenieros y científicos que están trabajando en cómo enviar exploradores humanos a Marte. También ha trabajado como directora de la Dirección de Ciencia e Integración de Exploración en el Centro Espacial Johnson. El 8 de agosto de 2018, Vanessa Wyche fue seleccionada como Directora Adjunta del Centro Espacial Johnson, y en mayo de 2021 como directora interina del JSC.

## Premios y reconocimientos
Wyche ha recibido los siguientes premios:
- Medalla de liderazgo excepcional de la NASA[10]
- Dos medallas de logros de la NASA
- Nominación estelar rotatoria
- Premio Women@NASA (2014)[7]
- Galardonada con el Women Worth Watching (2016)[11]
- Incorporada a la Academia de Ingenieros y Científicos Thomas Green Clemson de la Universidad de Clemson (2019)

## Vida privada
Wyche vive actualmente en Houston.